# 灌嬰
灌 嬰（かん えい、? - 紀元前176年）は、秦から前漢にかけての武将。

## 経歴
元は碭郡睢陽の絹商人であった。秦末期の動乱において、項梁が章邯に敗れ殺害された後、劉邦が碭に戻った頃にこれに従った。秦との戦いで功績を上げ、劉邦に従って武関から秦を討って昌文君の号を与えられた。
劉邦が漢王となると郎中になり、次いで中謁者となり、三秦 平定、殷王司馬卬攻撃などに従った。
劉邦が彭城の戦いに敗れた後、滎陽で楚の騎兵を迎撃するための騎兵を統率する者を選ぶ際、劉邦はもと秦の騎将であった重泉の人である李必（李畢）・駱甲（駱印）を将にしようとしたが、彼らは劉邦の側近で騎乗戦闘に長けた者を選ぶよう進言し、そこで劉邦はまだ年若い灌嬰を選び、李必・駱甲を校尉として彼に従わせた。灌嬰は中大夫となって郎中騎兵を率いて楚の騎兵を撃退した。その後も騎兵を率いて別働隊などとして活躍し、多くの功を立てている。
後に韓信に従い、斉征服と龍且迎撃などで活躍した。龍且を斬ったのは彼の配下の兵で、自ら亜将周蘭を苦・譙で生け捕りにした。その後は楚領を攻め、下邳や彭城を下している。項羽（項羽）が垓下の戦いに敗れ逃走すると、灌嬰が劉邦の命を受けて追撃した。項羽の死体を持ち帰った五人は灌嬰の配下である。またその後も呉郡など江南、淮北を平定する。その後も燕王臧荼討伐に従軍し、楚王韓信を捕らえる際も同行した。
これまでの功績で高祖6年（紀元前201年）に潁陰侯（食邑二千五百戸）に封じられる。その後、韓王信の反乱鎮圧に従軍、匈奴の騎兵を破るが劉邦と共に平城で匈奴に囲まれる。また陳豨や英布の反乱鎮圧に従軍して功を立て、二千五百戸を加増される。

劉邦の死後は恵帝・呂后に仕えた。呂后の死後、中尉の魏勃らに擁立された斉王劉襄が呂氏打倒の兵を挙げると彼が斉国を討つために派遣されている。しかし灌嬰は周勃らと謀り、滎陽に駐屯して劉襄には周勃らが呂氏を滅ぼそうとしていることをほのめかして戦わず、劉襄も軍を退いた（呂氏が滅ぶと灌嬰は勝手に軍勢を動員した咎で魏勃を罷免した）。周勃らが呂氏を滅ぼし、彼らと共に文帝を擁立すると三千戸を加増され、太尉となった。
文帝前3年（紀元前177年）、丞相周勃が罷免されると後任の丞相となった。同年、匈奴が北辺に侵入すると灌嬰が騎兵8万5千を率いて迎撃に出たが、匈奴は去った後であり、漢の宗室である済北王劉興居が反乱を起こしたので進軍を止めた。
文帝前4年（紀元前176年）、死去した。諡は懿侯。
子の灌何（平侯）が後を継いだ。灌何は呉楚七国の乱鎮圧の軍に従軍している（『漢書』灌夫伝）。その子の灌彊の代に罪があって断絶したが、武帝によって灌嬰の孫の灌賢が臨汝侯に封じられた。しかしこの灌賢も贈収賄で有罪となり国を召し上げられ家系は完全に断絶した。